# Derek Morse
Derek Morse ist ein US-amerikanischer Schauspieler.

## Leben
Über das Leben von Morse ist wenig bekannt. Sein Fernsehdebüt gab er 2014 in den Fernsehfilmen Crystal Skulls und Firequake: Die Erde fängt Feuer. In letzteren Film übernahm er die Rolle des Captain Hill. 2015 hatte er eine Nebenrolle im Fernsehfilm Lake Placid vs. Anaconda inne und verkörperte in Roboshark die Rolle des Chief Xavier. Es folgten Nebenrollen in den Spielfilmen Killer’s Bodyguard und Pfad der Rache sowie eine Episodenrolle in Absentia. Über Nebenrollen in An Affair to Die For und Angel Has Fallen, verkörperte er 2019 in Very Valentine die Rolle des Dr. Rigaux. Im selben Jahr hatte er außerdem eine kleine Charakterrolle in The Outpost – Überleben ist alles inne.

## Filmografie
- 2014: Crystal Skulls
- 2014: Firequake: Die Erde fängt Feuer (Firequake) (Fernsehfilm)
- 2015: Lake Placid vs. Anaconda (Fernsehfilm)
- 2015: Roboshark (Fernsehfilm)
- 2017: Killer’s Bodyguard
- 2017: Absentia (Fernsehserie, Episode 1x01)
- 2017: Pfad der Rache (Acts of Vengeance)
- 2018: Hurricane Heist
- 2019: An Affair to Die For
- 2019: Very Valentine (Fernsehfilm)
- 2019: Angel Has Fallen
- 2019: The Outpost – Überleben ist alles (The Outpost)
- 2020: Pandora (Fernsehserie, Episode 2x05)
- 2021: The Violin
- 2022: Barbarian